# Trung Dũng (phường)
Trung Dũng là một phường cũ thuộc thành phố Biên Hòa, tỉnh Đồng Nai, Việt Nam.

## Địa lý
Phường Trung Dũng nằm ở trung tâm thành phố Biên Hòa, có vị trí địa lý:
- Phía đông giáp phường Tân Mai và phường Thống Nhất
- Phía tây giáp phường Quang Vinh
- Phía nam giáp các phường Bửu Hòa, Hóa An, Hiệp Hòa
- Phía bắc giáp phường Tân Phong.

Phường Trung Dũng có diện tích 2,58 km², dân số năm 2022 là 49.658 người, mật độ dân số đạt 19.247 người/km².

## Hành chính
Phường Trung Dũng được chia thành 13 khu phố: 1, 2, 3, 4, 5, 6, 7, 8, 9, 10, 11, 12, 13.

## Lịch sử
Tính đến ngày 31 tháng 12 năm 2022, phường Thanh Bình có 0,37 km² diện tích tự nhiên, quy mô dân số là 6.234 người và 3 khu phố: 1, 2, 3. Phường Quyết Thắng có 1,37 km² diện tích tự nhiên, quy mô dân số là 17.247 người và 4 khu phố: 1, 2, 3, 4. Phường Trung Dũng có 0,81 km² diện tích tự nhiên, quy mô dân số 25.140 người và 6 khu phố: 1, 2, 3, 4, 5, 6.
Ngày 28 tháng 9 năm 2024, Ủy ban Thường vụ Quốc hội ban hành Nghị quyết số 1194/NQ-UBTVQH15 về việc sắp xếp đơn vị hành chính cấp xã của tỉnh Đồng Nai giai đoạn 2023 – 2025 (nghị quyết có hiệu lực từ ngày 1 tháng 11 năm 2024). Theo đó, sáp nhập toàn bộ 0,37 km² diện tích tự nhiên, quy mô dân số là 6.234 người của phường Thanh Bình; toàn bộ 1,37 km² diện tích tự nhiên, quy mô dân số là 17.247 người của phường Quyết Thắng và điều chỉnh 0,03 km² diện tích tự nhiên, quy mô dân số là 1.037 người của phường Tân Phong vào phường Trung Dũng. 
Phường Trung Dũng có 2,58 km² diện tích tự nhiên và quy mô dân số là 49.658 người.
Ngày 20 tháng 12 năm 2024, HĐND tỉnh Đồng Nai ban hành Nghị quyết số 75/NQ-HĐND về việc:
- Sáp nhập phần còn lại của khu phố 10 thuộc phường Tân Phong vào khu phố 6 thuộc phường Trung Dũng.
- Đổi tên khu phố 2 của phường Thanh Bình cũ thành khu phố 7 thuộc phường Trung Dũng.
- Đổi tên khu phố 1 của phường Thanh Bình cũ thành khu phố 8 thuộc phường Trung Dũng.
- Đổi tên khu phố 3 của phường Thanh Bình cũ thành khu phố 9 thuộc phường Trung Dũng.
- Đổi tên khu phố 4 của phường Quyết Thắng cũ thành khu phố 10 thuộc phường Trung Dũng.
- Đổi tên khu phố 1 của phường Quyết Thắng cũ thành khu phố 11 thuộc phường Trung Dũng.
- Đổi tên khu phố 2 của phường Quyết Thắng cũ thành khu phố 12 thuộc phường Trung Dũng.
- Đổi tên khu phố 3 của phường Quyết Thắng cũ thành khu phố 13 thuộc phường Trung Dũng.